# Johann Lopez Lazaro
Johann Lopez Lazaro est un golfeur professionnel français né le 4 mai 1989 évoluant principalement sur l'Alps Tour et possédant une catégorie sur le Challenge Tour. 
En 2013 Johann Lopez Lazaro a terminé 38e de l'Ordre du Mérite de l'Alps Tour conservant ainsi sa carte pour la saison 2014.

## Particularités
Johann Lopez Lazaro a remporté en 2010 le championnat du monde Amateur par équipe avec Alexander Levy et Romain Wattel.

## Palmarès

### Professionnel
2013 :
- Alps Tour Open Int de Rebetz : 7e place
- Alps Tour Gosser Open : 13e place
- Alps Tour Cervino Open : 3e place
- Alps Tour Friuli Venezia Giulia Open : 8e place
- Alps Tour Open de la Mirabelle d’Or : 24e place

2012 :  
- Championnat France Professionnel : 12e place
- Alps Tour Open Casino de San Remo : 6e place
- Alps Tour Castellon Alps Valencia : 2e place
- Alps Tour Open du Haut Poitou : 10e place
- Alps Tour Valle d’Aosta Open : 11e place
- Alps Tour Open International de Normandie : 40e place
- Allianz Golf Open Toulouse Métropole : 17e place
- Allianz Afrasia Masters : 8e place
- Open Palmeraie PGP : 30e place
- Open Samanah : 38e place
- Masters 13 : 59e place

2011 :
(Saison sur le Challenge Tour)
- Saint Omer Open (Tournoi co-sanctionné European Challenge Tour) : 73e place
- Alstom Open de France European Tour : MC
- Allianz Challenge de France : 28e place
- Masters 13 : 11e place

### Amateur
2010 :
- Internationaux du Portugal : Vainqueur
- Internationaux d’Espagne : 8e place
- Omnium de la Riviera (Tournoi professionnel) : Vainqueur
- Coupe d’Europe des Nations (Espagne) : 4e place
- Coupe Frayssineau Mouchy : 2e place
- Lytham Trophy : 11e place
- Championnat de France par équipe : Vainqueur
- Biarritz Cup : 2e place
- Championnat d’Europe : 7e place
- Scratch Player Championship : 15e place
- Open du Stade Français (Tournoi professionnel) : 13e place
- Open Grand Toulouse (Tournoi professionnel) : 30e place
- Championnat du Monde Amateur par équipe : Vainqueur

2009 :
- Glacier SA Amateur (Afrique du Sud) : Vainqueur
- Coupe d’Europe des Nations (Espagne) : 4e place
- Championnat de France par équipe : 2e place
- Grand Prix de la Ligue de Paris : 2e place record du parcours (-10)
- Internationaux de France de Match Play : ½ Finaliste
- Peugeot Open Alps Tour (Tournoi professionnel) : 8e place
- Championnat de France Junior : Vainqueur
- Internationaux de Suisse : 4e place
- Open de la Mirabelle d’Or Alps Tour (Tournoi professionnel) : 6e place
- Trophée Prévens (Tournoi professionnel) : 12e place
- Dixie Amateur : 12e place

2008 :
- Internationaux du Portugal : 13e place
- Internationaux d’Espagne : ½ Finaliste
- Grand Prix de Nîmes Campagne : Vainqueur
- Grand Prix de la Ligue de Paris : 3e place
- Première sélection en équipe de France (match Angleterre / France)
- Internationaux d’Allemagne : 13e place
- Internationaux de France de Match Play : 1/16 Finaliste
- Portugal Nation Cup : 19e place